# Ben Santermans
Ben Santermans (Hasselt, 26 juni 1992) is een Belgisch betaald voetballer die bij voorkeur als verdediger speelt. Hij tekende in juni 2016 een contract tot medio 2017 bij FC Den Bosch. Die club nam hem over van Beerschot Wilrijk. Sinds 2020 speelt hij voor Lierse Kempenzonen.

## Carrière
Santermans speelde in de jeugd van achtereenvolgens KRC Genk en Excelsior Veldwezelt. In het betaalde voetbal van België was hij vervolgens 1 seizoen onbetwist basisspeler bij Bocholter VV en later twee seizoenen bij ASV Geel. Des te opvallender was het dat Santermans in het seizoen 2015-2016 voor het een divisie lager spelende Beerschot Wilrijk ging spelen.
Ook bij deze club speelde Santermans zo goed als iedere wedstrijd. Reden voor FC Den Bosch om hem 12 juli 2016 een contract tot de zomer van 2017 aan te bieden, met een optie voor nog een seizoen.
Bij FC Den Bosch maakte Santermans zijn officiële debuut op 8 augustus 2016 in de competitie-ouverture uit bij Jong PSV (5-4). Aldaar maakte hij ook meteen zijn eerste doelpunt voor de Bosschenaren. In de 47e minuut scoorde hij, op aangeven van Zija Azizov de 4-2.
Op 31 maart 2017 verlengde Santermans zijn contract bij FC Den Bosch tot de zomer van 2019.

## Statistieken
| Seizoen | Club                 | Land      | Competitie                         | Wed. | Dlp. |
| ------- | -------------------- | --------- | ---------------------------------- | ---- | ---- |
| 2012/13 | Bocholter VV         | België    | Derde klasse (voetbal België)      | 31   | 3    |
| 2013/14 | ASV Geel             | België    | Tweede klasse (voetbal België)     | 33   | 2    |
| 2014/15 | ASV Geel             | België    | Tweede klasse (voetbal België)     | 32   | 2    |
| 2015/16 | Beerschot Wilrijk    | België    | Derde klasse (voetbal België)      | 33   | 2    |
| 2016/17 | FC Den Bosch         | Nederland | Eerste divisie (voetbal Nederland) | 34   | 3    |
| 2017/18 | FC Den Bosch         | Nederland | Eerste divisie (voetbal Nederland) | 5    | 0    |
| 2018/19 | Lommel SK            | België    | Eerste klasse B (voetbal België)   | 25   | 0    |
| 2019/20 | Lommel SK            | België    | Eerste klasse B (voetbal België)   | 11   | 2    |
| 2019/20 | → Lierse Kempenzonen | België    | Eerste klasse amateurs             | 8    | 0    |
| 2020/21 | Lierse Kempenzonen   | België    | Eerste klasse B (voetbal België)   | 23   | 0    |
| Totaal  | Totaal               | Totaal    | Totaal                             | 235  | 14   |

* Bijgewerkt op 26 augustus 2020.

## Internationaal
Santermans speelde voor het nationale jeugdelftal van België onder 18. Hij speelde voor deze lichting 10 wedstrijden.
1 Fiermarín ·
3 Lemoine ·
4 Wuytens ·
5 Kis ·
6 Neven  ·
7 Henkens ·
8 Rosa ·
9 Saito ·
10 Agyepong ·
11 Kadiri ·
12 Lambrix ·
14 Tolinsson ·
16 Verschueren ·
17 Belghali ·
18 Þórðarson ·
19 Arzani ·
20 De Busser ·
21 Troonbeeckx ·
22 Kabongo ·
23 Vandersmissen ·
24 Boussouf ·
25 Aminu ·
27 Caio Roque ·
28 Anello ·
29 Aguilar ·
32 Talvitie ·
Coach: Van der Veen